# George Kojac
George Harold Kojac (ur. 2 marca 1910 w Nowym Jorku, zm. 28 maja 1996 w Fairfax) – amerykański pływak. Dwukrotny złoty medalista olimpijski z Amsterdamu.

## Życiorys
Urodził się w rodzinie ukraińskich emigrantów. Specjalizował się w stylu dowolnym i grzbietowym. Zawody w 1928 były jego jedynymi igrzyskami olimpijskimi. Triumfował na dystansie 100 metrów grzbietem, był również członkiem zwycięskiej sztafety amerykańskiej (razem z nim płynęli: Austin Clapp, Walter Laufer i Johnny Weissmuller). Zajął czwarte miejsce w wyścigu na 100 m kraulem. Był wielokrotnym mistrzem NCAA i rekordzistą świata (23 rekordy).
W 1968 został przyjęty do International Swimming Hall of Fame.